# Diant Ramaj
Diant Ramaj, né le 19 septembre 2001 à Stuttgart en Allemagne, est un footballeur allemand qui évolue au poste de gardien de but au FC Heidenheim, en prêt du Borussia Dortmund.

## Biographie

### Carrière en club
Diant Ramaj commence sa carrière de gardien au SpVgg Cannstatt (en), avant de rejoindre les centres de formation du VfB Stuttgart et des Stuttgarter Kickers.
En 2018, il intègre l'équipe U19 du FC Heidenheim. Malgré trois ans passés au club, il reste troisième dans la hiérarchie des gardiens et ne dispute aucun match avec l'équipe première du club évoluant alors en 2. Bundesliga.
En mai 2021, il signe un contrat professionnel de trois ans avec l'Eintracht Francfort. Il fait ses débuts en Bundesliga avec le club le 16 janvier 2022 lors d'un match nul 1-1 contre le FC Augsbourg.
Le 3 août 2023, il rejoint l'Ajax Amsterdam, signant un contrat de cinq ans. Le 3 février 2025, il est transféré au Borussia Dortmund jusqu'en juin 2029, puis prêté immédiatement au FC Copenhague jusqu'à la fin de la saison.

### En sélection
Ramaj est international jeune allemand dans les catégories moins de 18 ans, moins de 19 ans et moins de 20 ans.
Né de parents albanais du Kosovo, il est éligible pour représenter ces deux pays en plus de l'Allemagne au niveau international,.

## Statistiques

### En club
| Saison                | Club                            | Championnat           | Championnat | Championnat | Coupe(s) nationale(s) | Coupe(s) nationale(s) | Compétition(s) continentale(s) | Compétition(s) continentale(s) | Compétition(s) continentale(s) | Total | Total |
| Saison                | Club                            | Division              | M.          | B.          | M.                    | B.                    | Comp.                          | M.                             | B.                             | M.    | B.    |
| 2021-2022             | Eintracht Francfort             | Bundesliga            | 1           | 0           | 0                     | 0                     | C3                             | 0                              | 0                              | 1     | 0     |
| 2022-2023             | Eintracht Francfort             | Bundesliga            | 1           | 0           | 0                     | 0                     | C1                             | 0                              | 0                              | 1     | 0     |
| Sous-total            | Sous-total                      | Sous-total            | 2           | 0           | 0                     | 0                     | -                              | 0                              | 0                              | 2     | 0     |
| 2022-2023             | Eintracht Francfort rés. (prêt) | Oberliga Hessen       | 3           | 0           | -                     | -                     | -                              | -                              | -                              | 3     | 0     |
| 2023-2024             | Ajax Amsterdam                  | Eredivisie            | 22          | 0           | 1                     | 0                     | C3+C4                          | 4+4                            | 0+0                            | 31    | 0     |
| 2024-2025             | Ajax Amsterdam                  | Eredivisie            | 1           | 0           | 0                     | 0                     | C3                             | 0                              | 0                              | 1     | 0     |
| Sous-total            | Sous-total                      | Sous-total            | 23          | 0           | 1                     | 0                     | -                              | 8                              | 0                              | 32    | 0     |
| 2023-2024             | Jong Ajax (prêt)                | Eerste Divisie        | 2           | 0           | -                     | -                     | -                              | -                              | -                              | 2     | 0     |
| 2024-2025             | Jong Ajax (prêt)                | Eerste Divisie        | 4           | 0           | -                     | -                     | -                              | -                              | -                              | 4     | 0     |
| Sous-total            | Sous-total                      | Sous-total            | 6           | 0           | -                     | -                     | -                              | -                              | -                              | 6     | 0     |
| 2024-2025             | FC Copenhague (prêt)            | Superliga             | 12          | 0           | 3                     | 0                     | C4                             | 4                              | 0                              | 19    | 0     |
| Total sur la carrière | Total sur la carrière           | Total sur la carrière | 46          | 0           | 4                     | 0                     | -                              | 12                             | 0                              | 62    | 0     |

## Palmarès

### En club
FC Copenhague
- Championnat du Danemark (1) :
  - Champion : 2024-2025
- Coupe du Danemark (1) :
  - Vainqueur : 2024-2025